# Albert von Holleben
Albert von Holleben, född 24 april 1835, död 1 januari 1906, var en tysk militär.
Holleben blev officer vid infanteriet 1853, överste 1881, generalmajor 1886, general av infanteriet 1894 och erhöll avsked 1898. Han deltog som kompanichef i 1866 års krig och som generalstabschef i 1870-71 års, tjänstgjorde i generalstaben 1870-87, var chef för 1:a gardesinfanterifördelningen 1890-93 och var guvernör i Mainz 1893-98. Han har utgett ett flertal arbeten, bland annat Geschichte des Frühjahrsfeldzuges 1813 und seine Vorgeschichte (1904).